# Platypalpus harpiger
Platypalpus harpiger är en tvåvingeart som beskrevs av Axel Leonard Melander 1924. Platypalpus harpiger ingår i släktet Platypalpus och familjen puckeldansflugor. Inga underarter finns listade i Catalogue of Life.